# علي نوهو
علي نوح محمد (مواليد 15 مارس 1974) هو ممثل ومخرج نيجيري. يعمل في كل من أفلام الهوسا والإنجليزية ويعرف أيضًا باسم ملك كانيوود أو «ساركي» علي من قبل وسائل الإعلام؛

## مهنة التمثيل
ظهر نوهو لأول مرة في التمثيل عام 1999. اشتهر بدوره في فيلم "سانغايا" الذي أصبح من أكثر أفلام الهوسا ربحًا في ذلك الوقت. لعب علي نوهو دور البطولة في العديد من الأفلام التكميلية، بما في ذلك "آزال و"جارومين مازا" و"ستيندا" الذي حصل على جائزة أفضل ممثل في دور مساعد خلال حفل توزيع جوائز أكاديمية الفيلم الأفريقي في (2007). في عام 2019، احتفل نوهو بعيده العشرين في صناعة الترفيه. ظهر في حوالي خمسمائة (500) فيلم.